# Japońskie wilki
Japońskie wilki (org. Dong jing gong lüe) – hongkoński film komediowo-sensacyjny z 2000 roku.

## Treść[1]
Dwoje Japończyków, Macy i Takahashi planują wziąć ślub w Las Vegas. Jednak w dniu ślubu pan młody się nie pojawia. Macy sądząc, że ukochany wrócił do Tokio, postanawia go tam odnaleźć. Na miejscu wynajmuje detektywa Lama. Wkrótce okazuje się, że w sprawę tajemniczego zniknięcia Takahashiego zamieszany jest pewien groźny gangster.

## Obsada[2]
- Tony Leung Chiu Wai - Lin
- Ekin Cheng - Yung
- Kelly Chen - Macy
- Cecilia Cheung - Saori
- Toru Nakamura - Takahashi
- Hiroshi Abe - Takeshi Ito
- Kumiko Endô - Naomi
- Maju Ozawa - Yukiko
- Yûko Moriyama - Miyuki
- Minami Shirakawa - Sayuri
- Takeshi Yamato - Akakawa